# Бернхард фон Тирщайн
Бернхард фон Тирщайн (на немски: Bernard von Tierstein; † 13 декември 1437 в Цюрих) е пфалцграф, граф на Тирщайн в Зизгау в кантон Санкт Гален и господар на Пфефинген в кантон Базел Ландшафт, Швейцария.

## Биография
Той е големият син на граф Валрам IV фон Тирщайн († 9 юли 1386 в битката при Земпах) и съпругата му Аделхайд фон Баден († 1370/1373), вдовица на маркграф Рудолф V фон Баден († 1361), дъщеря на Рудолф Хесо фон Баден († 1335) и Йохана от Бургундия († 1349).
Брат е на Йохан II фон Тирщайн († 27 юли 1455, Пфефинген), пфалцграф, граф на Тирщайн, господар на Блумберг и Пфефинген.
През края на 12 век графовете фон Тирщайн наследяват замък Пфефинген от графовете фон Заугерн. През средата на 13 век замъкът е реставриран и фамилията фон Тирщайн резидират там. През началото на 14 век замъкът е зависим от епископство Базел и отношенията между епископа и род Тирщайн не са най-добри. През 1335 г. епископът на Базел обсажда неуспешно замъка.
Около средата на 14 век фамилията Тирщайн се разделя на две линии. Едната линия живее веднага във Фарнсбург, а другата в Ной-Тирщайн и Пфефинген. Със смъртта на Освалд II (1513) и Вилхелм (1519) фамилията Тирщайн-Пфефинген измира. След това Базел окупира замъка.

## Фамилия
Първи брак: ок. 1401 г. с графиня Ита фон Тогенбург († ок. 20 юни 1414), дъщеря на граф Дитхелм VI фон Тогенбург († 1385) и Катарина фон Верденберг и Хайлигенберг († 1395). Те имат вероятно двама сина:
- Валрам фон Тирщайн († 15 февруари 1427, Шатенбург)
- Фридрих фон Тирщайн († пр. 1449)

Втори брак: сл. 20 юни 1414/1417 г. с Хенриета фон Бламонт († 1434), дъщеря на граф Хайнрих IV фон Бламонт, господар на Фалкенщайн († 1421) и Валпурга фон Финстинген-Бракенкопф († сл. 1382/1423). Те имат една дъщеря:
- Сузана фон Тирщайн († 24 май 1474, погребана в Комбург), омъжена на 29 януари 1437 г. за Фридрих IV Шенк фон Лимпург, господар на Шпекфелд-Оберзонтхайм (* 20 март 1401; † 24 май 1474).

Трети брак: с Мента фон Рецюнс († сл. 1468), дъшетря на Хайнрих IV фон Рецюнс († 1435) и Верена фон Щофелн († ок. 1439). Бракът е бездетен.